# Mezőaranyos
Mezőaranyos falu Romániában, Máramaros megyében.

## Fekvése
Máramaros megye nyugati részén, Erdőszádától keletre, a Szamos folyó jobb partján fekvő település.

## Története
Mezőaranyos a XIV., XV. században Felsew et Also-Aranyasként volt nevezve, tehát két község volt. Később azonban csak Aranyos néven jelölik.
Aranyos (Mezőaranyos) Kővár tartozéka volt.
1573-ban Dálnoki Székely Gáspár és Boldizsár kapott benne részbirtokot, majd kamarai birtok lett, s Lisibona János özvegye Perecsényi Erzsébet kapta cserébe egy másik faluért.
1642-ben az erdőszádai uradalom része volt, és a szatmári várhoz tartozott.
1810-ben a gróf Korniss család, majd pedig a báró Apor és a gróf Károlyi családé lett.
A 20. század elején Mezőaranyos Szatmár vármegyéhez tartozott.

## Nevezetességek
- Görögkatolikus templom – 1870-ben épült.